# Dolni Dăbnik
Dolni Dăbnik (bulharsky Долни Дъбник) je město ležící v severním Bulharsku, v Dolnodunajské nížině na úpatí Předbalkánu. Město je správním střediskem stejnojmenné obštiny a má přibližně 4 400 obyvatel.

## Historie
První zmínka o obci pochází z tureckého berního soupisu z roku 1430, kde se uvádí jako dědina Çerukva. Ve druhé polovině 16. století byl v místě založen klášter, který byl znám jako Sadovec a stal se literárním centrem okolních klášterů a osad. V roce 1822 byl popleněn krdžaliji. Obec byla v průběhu rusko-turecké války zasažena boji při obléhání Plevenu a na jeho paměť tu byl postaven park s četnými pomníky na znamení vděčnosti ruským a finským vojákům, kteří zde zemřeli, a pravoslavnou kaplí. Během válek (1885-1945) padlo 125 místních občanů. Dokonce při ztroskotání Titaniku přišlo o život 10 zdejších občanů.
Poznatky o městě zaznamenali cizí cestovatelé jako  Evlija Čelebi, Felix Kanitz a Guillaume Lejean.

## Obyvatelstvo
Ve městě žije 4 391 obyvatel a je zde trvale hlášeno 4 499 obyvatel. Podle sčítání 1. února 2011 bylo národnostní složení následující:
- Bulhaři: 3 564 (88.7 %)
- Romové: 291 (7.2 %)
- Turci: 142 (3.5 %)
- ostatní: 22 (0.5 %)